# Bronislava Nijinska

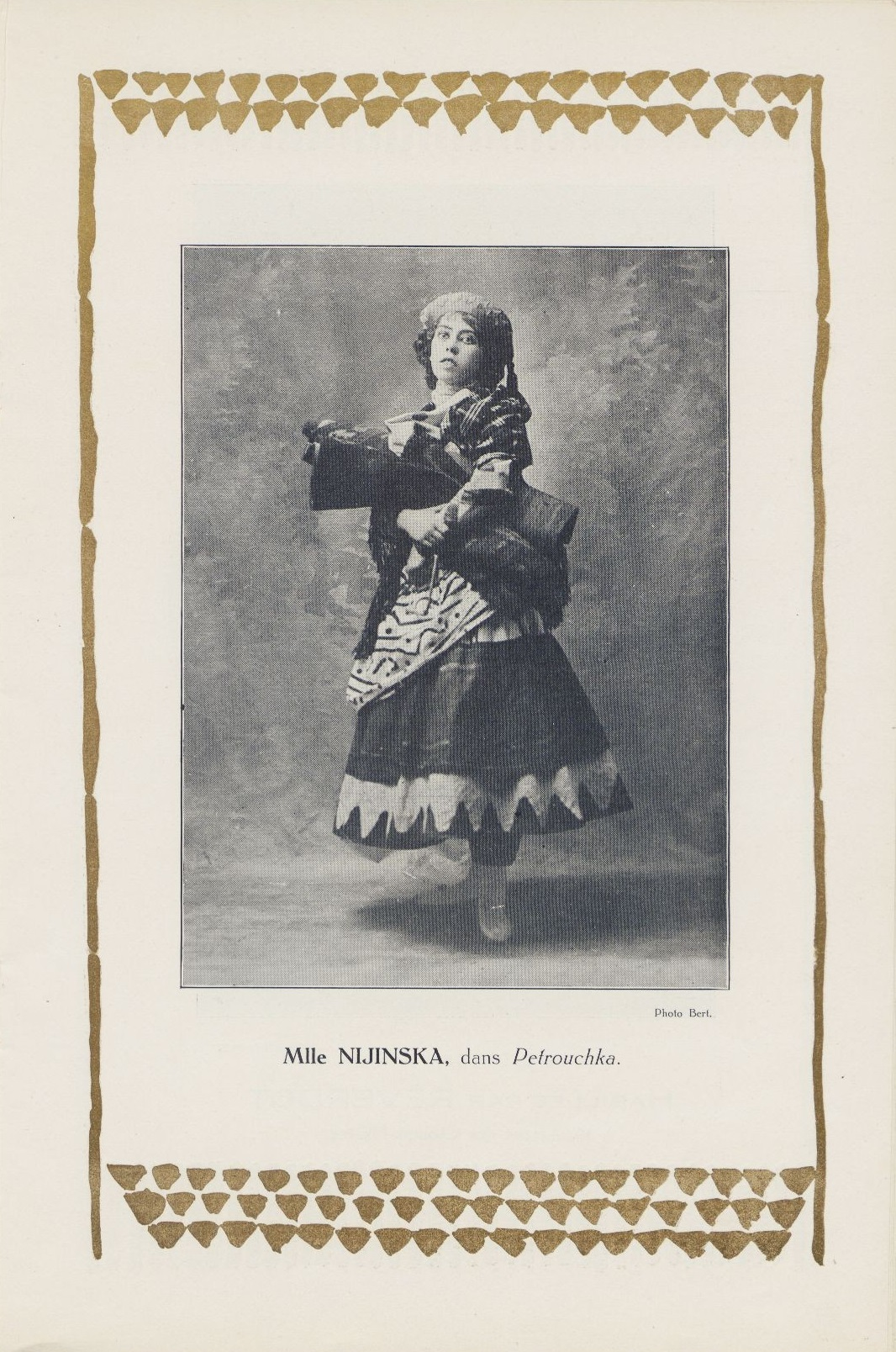
Bronislava Nijinska in 1913

Bronislava Nijinska (Minsk (Rusland), 8 januari 1891 - Pacific Palisades (Californië), 21 februari 1972) was een Russische danseres, choreografe en docent.
Ze was van Poolse afkomst en ook wel bekend als Bronislava Fominitsjna Nizjinskaja (Russisch: Бронислава Фоминична Нижинская). In de Poolse taal: Bronisława Nıżyńska. Bronislava was het derde kind in het gezin van Thomas en Elenora Bereda Nijinsky, beide ouders zijn Poolse dansers. Bronislava was amper 4 jaar oud toen ze haar debuut maakt in een theaterproductie; ze speelde samen met haar broer in een kerstproductie te Nizjni Novgorod. Bronislava speelde de hoofdrol in een stuk dat zich afspeelt tegen het 19de-eeuwse classicisme. Een doorbraak kwam er in 1910: ze speelde haar eerste solorol Papillon in Le Carnival.
Bronislava Nijinska, die de zus is van Vaslav Nijinsky, was lid van het Mariinskiballet en van Les Ballets Russes. Daar heeft ze haar bekendste werk als choreografe geleverd: Les Noces uit (1923), The Blue Train (1924) en Les Biches (1924).
Ze choreografeerde ook de dansen voor Max Reinhardts filmversie van William Shakespeares A Midsummer Night's Dream op de muziek van Felix Mendelssohn.